# Paradarisa
Paradarisa là một chi bướm đêm thuộc họ Geometridae.

## Các loài
- Paradarisa consonaria (Hübner, 1799)
- Paradarisa comparataria (Walker, 1866)